# Alibunar
Alibunar (in serbo Алибунар?) è una città e una municipalità del distretto del Banato Meridionale nel sud-est della provincia autonoma della Voivodina, in Serbia. La città di Alibunar ha una popolazione di 3 402 abitanti mentre l'intero comune di 22 856.

## Nome
Alibunar è conosciuta in Serbia come Алибунар, in Romania come Alibunar, in Germania come Alisbrunn e in Ungheria come Alibunár.
Il nome della città deriva dalla parola "bunar" ("pozzo" in italiano) e dal nome personale turco "Ali". Secondo la leggenda la città era originariamente denominata Ali-paša (Ali-pasha) una persona che allevava bestiame originaria del luogo. La città oggi è anche chiamata "Ali-pašin bunar" (pozzo di Ali-paša). Prima del periodo ottomano il paese era chiamato "Krsturnica".

## Municipalità
La municipalità di Alibunar è composta da:
- Alibunar
- Banatski Karlovac

e da altri villaggi:
- Dobrica
- Novi Kozjak
- Ilandža
- Seleuš
- Vladimirovac
- Janošik
- Lokve
- Nikolinci

## Società

### Evoluzione demografica
- 1948: 3.616
- 1953: 3.811
- 1961: 3.705
- 1971: 3.951
- 1981: 3.803
- 1991: 3.738
- 2002: 3.431

### Etnie e minoranze straniere

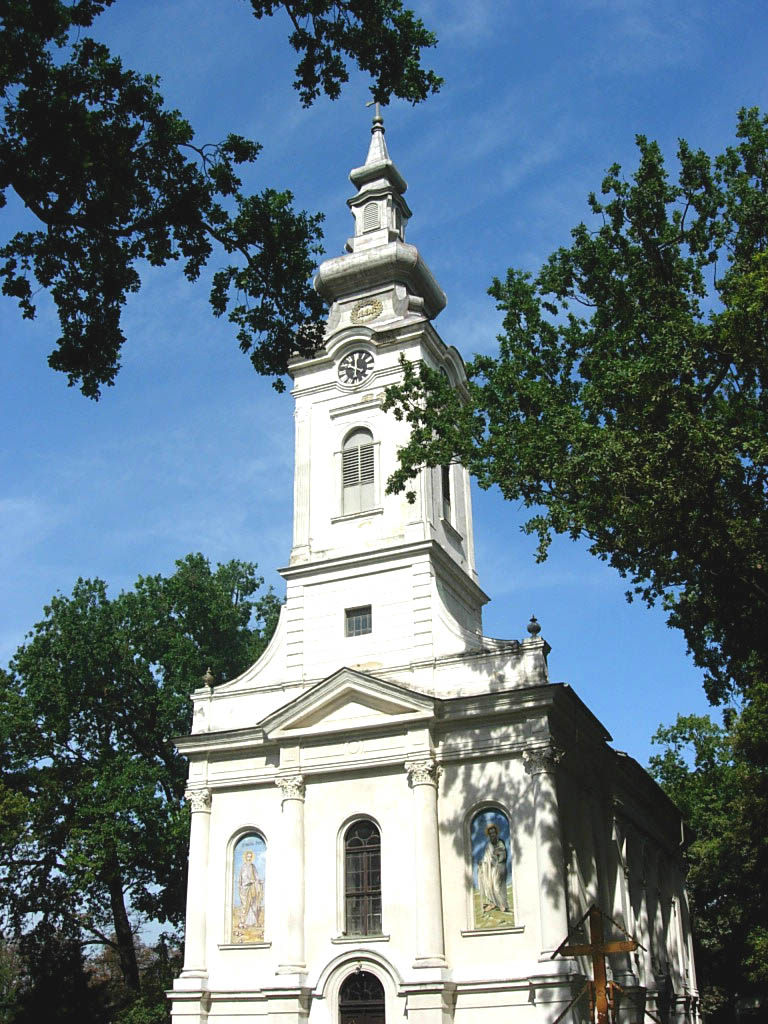
La chiesa ortodossa di Alibunar

Il comune di Alibunar, secondo il censimento del 2002, conta le seguenti etnie:
- Serbi = 13.680 (59.59%)
- Rumeni = 6.076 (26.47%)
- Slovacchi = 1.195 (5.2%)
- Rom = 657 (2.86%)
- Ungheresi = 309 (1.34%)

La città è invece abitata da
- Serbi = 2.052 (59.81%)
- Rumeni = 960 (27.98%)
- Rom = 87 (2.54%)
- Ungheresi = 61 (1.78%)
- Slovacchi = 46 (1.34%)
- Macedoni = 43 (1.25%)
- Iugoslavi = 42 (1.22%)